# Śmiałka (roślina)
Śmiałka (Aira L.) – rodzaj roślin z rodziny wiechlinowatych. Obejmuje 10 gatunków występujących w Europie (bez najbardziej wschodniej części), w basenie Morza Śródziemnego, w rejonie Iranu i Himalajów, na obszarach górskich Afryce po Madagaskar. Poza tym rośliny z tego rodzaju zostały szeroko rozprzestrzenione jako chwasty na inne kontynenty. W Polsce jako rodzime występują dwa gatunki: śmiałka wczesna A. praecox i śmiałka goździkowa A. caryophyllea.
Rośliny z tego rodzaju bywają uprawiane jako ozdobne.

## Systematyka
Pozycja systematyczna

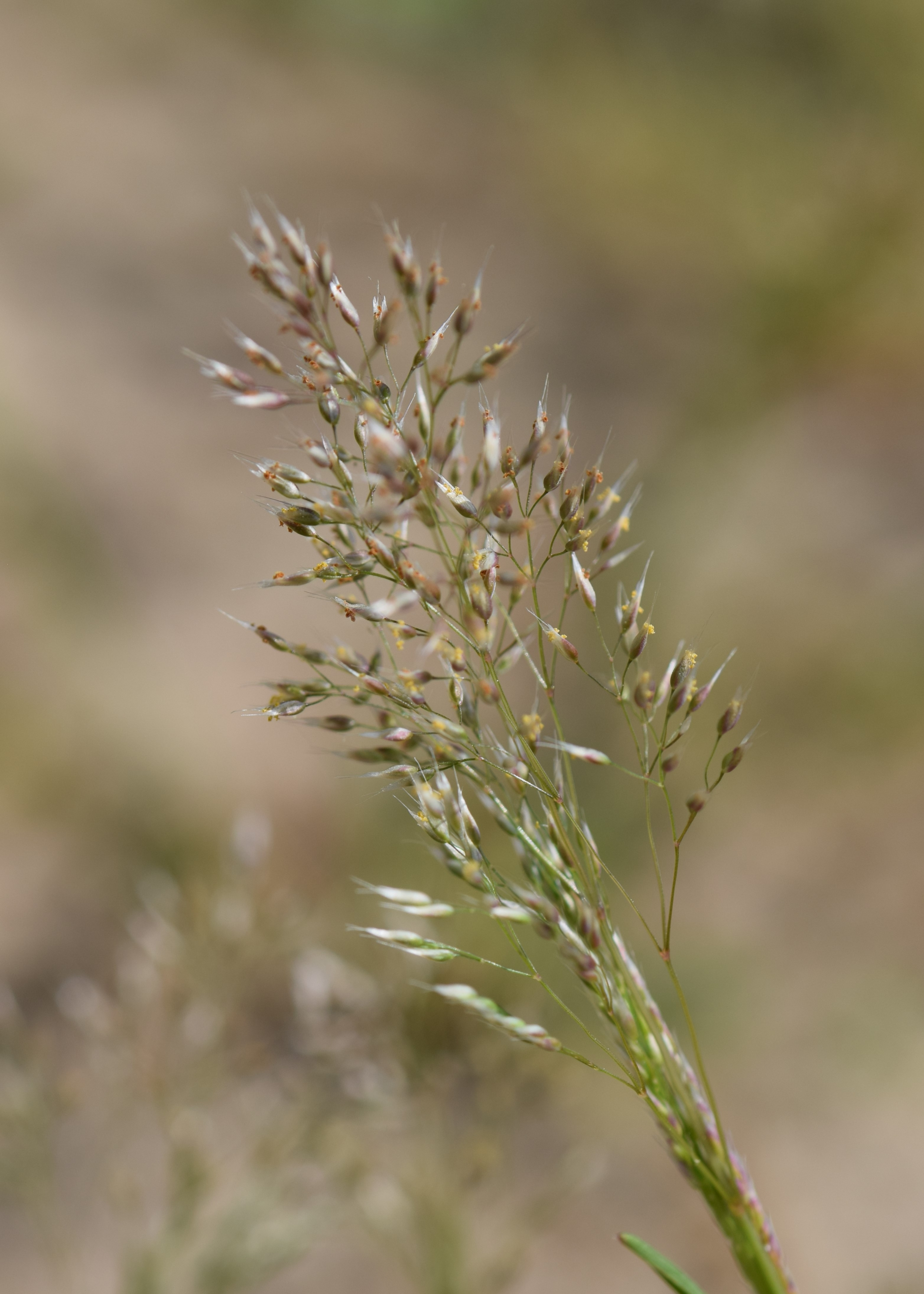
Śmiałka goździkowa

Rodzaj należący do rodziny wiechlinowatych (Poaceae). W obrębie rodziny należy do podrodziny wiechlinowych (Pooideae), plemienia Poeae, podplemienia Airinae.
Wykaz gatunków
- Aira caryophyllea L. – śmiałka goździkowa
- Aira cupaniana Guss.
- Aira elegans Willd. ex Roem. & Schult. – śmiałka wytworna
- Aira hercynica Romero Zarco, M.Á.Ortiz & L.Sáez
- Aira minoricensis P.Fraga, Romero Zarco & L.Sáez
- Aira praecox L. – śmiałka wczesna
- Aira provincialis Jord.
- Aira scoparia Adamovic
- Aira tenorei Guss.
- Aira uniaristata Cav.